# .41 Long Colt
O .41 Long Colt (também conhecido como .41 Colt ou abreviadamente 41LC) é um cartucho de fogo central metálico que utilizava pólvora negra, desenvolvido pela Colt's Manufacturing Company em 1877 para o revólver de ação dupla (DA), conhecido como "Thunderer".

## Histórico e características
O .41 Long Colt era uma versão alongada do cartucho de fogo central anterior .41 Short Colt, que foi feito para duplicar as dimensões do ainda anterior .41 Short de fogo circular. A frente da bala tinha cerca de 0,406–0,408 "OD, o mesmo que a caixa. O cano tinha cerca de 0,404–0,406" de diâmetro da ranhura. A lubrificação da bala estava fora da caixa. Com diâmetro externo de 0,386–0,388 ", a base da bala era menor em diâmetro para caber dentro da caixa. Isso é conhecido como" base de salto "ou bala de salto. A única bala de salto moderna é a rimfire 0,22.

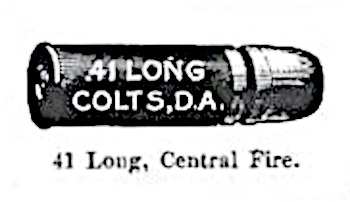
Anúncio do .41 Long Colt em 1880.

Em meados da década de 1890, a Colt redesenhou o cartucho. Eles reduziram todo o diâmetro da bala para 0,386 "OD e alongaram a caixa de latão para colocar a bala e sua lubrificação dentro da caixa. O comprimento total de ambos os cartuchos carregados era quase o mesmo. O cano do revólver foi reduzido ligeiramente para corresponder ao mais popular .38-40 com 0,400–0,401 "de diâmetro de ranhura. Isso significava que o diâmetro externo (OD) do novo projétil era menor do que o diâmetro do cano, sem falar do diâmetro da ranhura. Uma bala de base oca pode ser lançada no orifício apenas pela gravidade. A bala de chumbo macio mais recente foi feita com uma grande base oca, como as bolas Minié da Guerra Civil. A intenção era que a base da bala se expandisse com a pressão da pólvora em chamas para agarrar no estriamento.
Os estojos de latão do 41LC originais vinham em três comprimentos primários, embora variem um pouco dentro de um headstamp. Os primeiros eram os mais curtos, com cerca de 0,932 a 0,937 "de comprimento. Em estojos com cabeça de balão, eles continham cerca de 20 gr de pólvora negra comprimida (BP) com uma bala de ponta chata de 200 gr de fundo chato e ponta romba. os casos seguintes tinham cerca de 1.130 a 1.138" de comprimento com uma bala de ponta cega de 200 gr de base oca e cerca de 21 gr de pólvora negra (também em casos de cabeça de balão). Embora os comprimentos da caixa de latão fossem muito diferentes, os dois cartuchos tinham aproximadamente o mesmo comprimento total quando carregados. O comprimento do último estojo de latão era de 1.050 a 1.100" e foi criado exclusivamente para recarga manual para que as balas com base no calcanhar e com base oca pudessem ser usadas alternadamente (observe que os cartuchos feitos com os estojos de latão mais longas e balas com base no calcanhar também são longos para caber na maioria dos revólveres .41 LC).

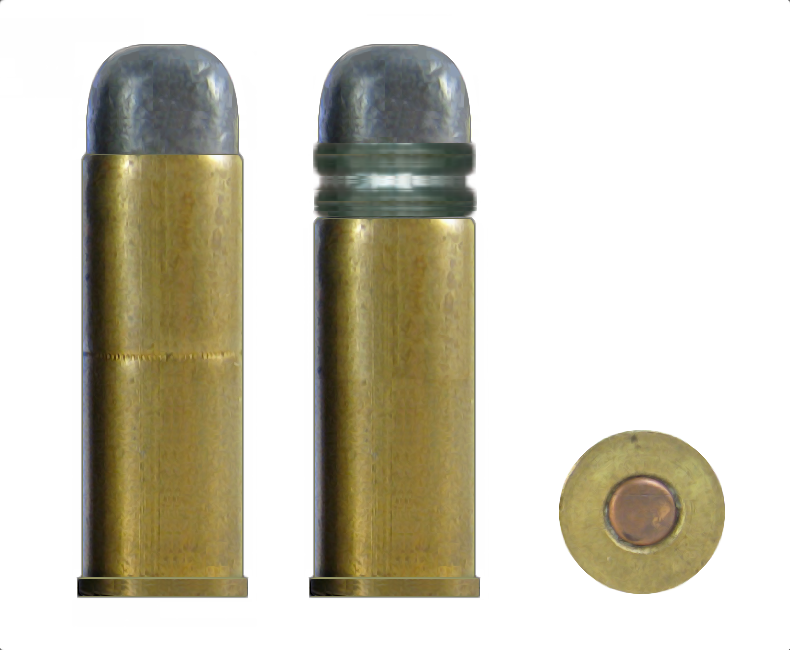
Exemplares do .41 Long Colt com balas de lubrificação interna e externa.

A precisão do .41LC é adequada para o que se pretendia; autodefesa de curto alcance, sua desvantagem tinha mais a ver com o forte puxão do gatilho de dupla ação do Thunderer. Elmer Keith escreveu em seu livro Sixguns que o "41LC era um melhor travão de luta do que sua balística de papel indicaria" e era "melhor para autodefesa do que qualquer carga especial .38 feita". Keith iria projetar o .41 Magnum, possivelmente influenciado pelas vantagens do .41 Long Colt. No entanto, o .41 Long Colt não pode ser disparado de um .41 Magnum.
O .41 Long Colt funcionou bem considerando a incompatibilidade de balas e tamanhos de furo, mas no início da Primeira Guerra Mundial estava em sério declínio e caiu em uso no início da Segunda Guerra Mundial. O .41 Long Colt era um cartucho medianamente popular em vários modelos Colt. Estava disponível no revólver de dupla ação Thunderer Model 1877, na série de revólveres do "New Army" e "New Navy" de 1889, 1892 94,95,96, 1901 e 1903, o "Colt Single Action Army", o "Bisley Model", o "Colt Army Special". Hoje, o .41 Long Colt é uma mera relíquia do passado e é considerado obsoleto. Atualmente, ele é produzido apenas esporadicamente por preços elevados por um punhado de pequenos fabricantes como o Ultramax, já que o Thunderer é considerado por colecionadores valioso demais para ser filmado.

## Variantes
Existiram 3 tamanhos diferentes de estojos na história do 41 Long Colt: O "Original 41 Long Colt", ou "41 Long Colt S.A." (Single Action Revolver) foi introduzido em 1875 e só foi fabricado pela Winchester. Ele tinha um comprimento de estojo de .767" - .768" e um diâmetro de aro de .467" - .471", o que o tornou facilmente confundido com o futuro "41 Short Colt D.A." (Long Case). O "41 Colt D.A." (Double-Action Revolver) foi introduzido entre 1877 e 1880. Após a introdução do "41 Short Colt" em 1884, o "41 Colt D.A." foi renomeado para "41 Long Colt D.A.".

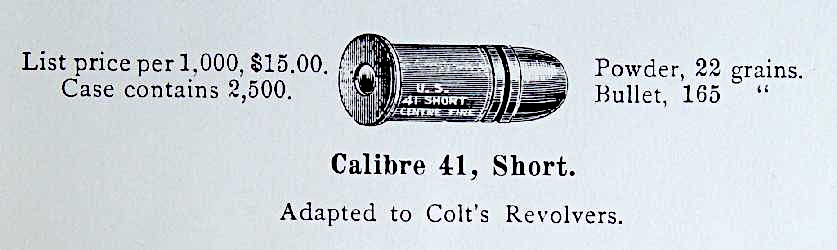
Anúncio do .41 Long Colt Short em 1908.

- 41 Long Colt S.A (1875) para o revólver "Colt New Line".
- 41 Long Colt D.A. (1877) produzido apenas pela "United States Cartridge Company" e pela "Peters Cartridge Company".
- 41 Short Colt D.A. (1884) com aro de diâmetro ligeiramente maior que o do Long.